# Sportåret 1815

## Händelser

### Boxning

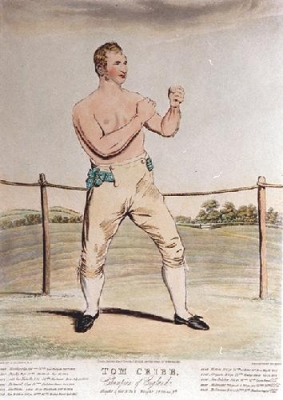
Tom Cribb.

- Tom Cribb behåller den engelska mästerskapstiteln i tungvikt, men det är oklart om han deltar i någon match under året. Någon gång 1812–1815 besegrar han Symonds i Cripplegate.[1]

- 10 mars – George Cooper besegrar Tom Molineaux. Matchen varar i 20 minuter över 14 ronder.[2]

- 11 augusti – Bill Richmond besegrar Tom Shelton i Moulsey Hurst. Matchen varar i 29 minuter och 30 sekunder över 23 ronder.[3]

- Okänt datum – Peter Crawley besegrar Pat Flannagan i London. Matchen varar i 15 minuter.[4]